# 高石市立高南中学校
高石市立高南中学校（たかいししりつ こうなん ちゅうがっこう）は、大阪府高石市にある公立中学校。
高石町立中学校（現在の高石市立高石中学校）より分離し、1961年に開校した。

## 沿革
- 1961年4月1日 - 高石町立高南中学校として開校。
- 1966年11月1日 - 高石市の市制施行により、高石市立高南中学校に改称。

## 通学区域
- 高石市立高陽小学校・高石市立清高小学校の通学区域全域。
- 高石市立高石小学校の通学区域の一部。

高石市 千代田1丁目-6丁目、綾園1丁目-7丁目、西取石7丁目・8丁目、高砂1丁目・2丁目。

## 出身者
- 荒張裕司
- 長保有紀(脇坂直美、12期生)
- 畑中政昭 - 高石市長

## 交通
- 南海本線 高石駅 南へ約400m。